# Coptomia ibityi
Coptomia ibityi är en skalbaggsart som beskrevs av Renaud Maurice Adrien Paulian 1991. Coptomia ibityi ingår i släktet Coptomia och familjen Cetoniidae. Inga underarter finns listade i Catalogue of Life.